# Bijele und Samarske stijene
Koordinaten: 45° 13′ 31,3″ N, 14° 58′ 6″ O

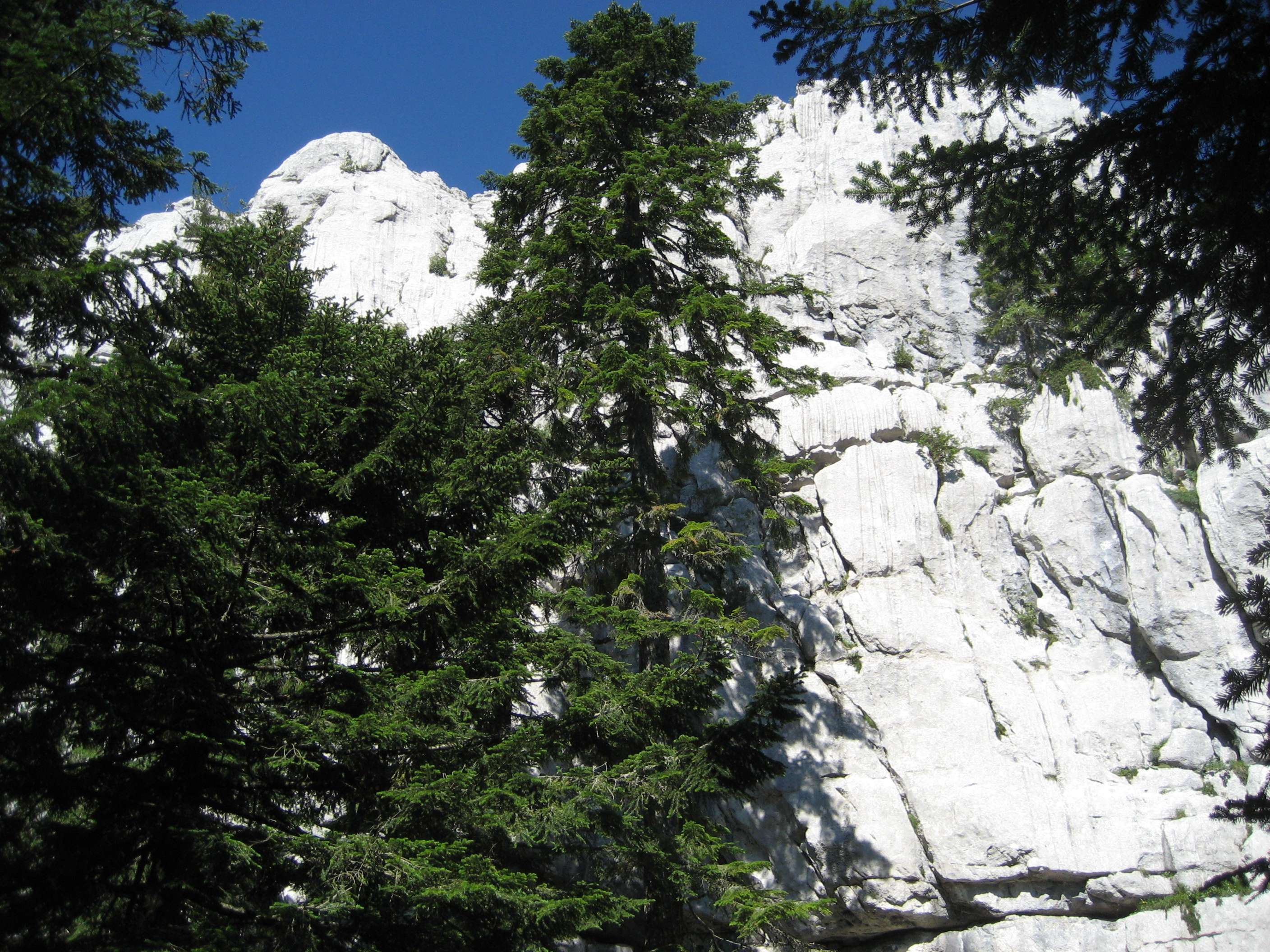
Blick auf die Felsen

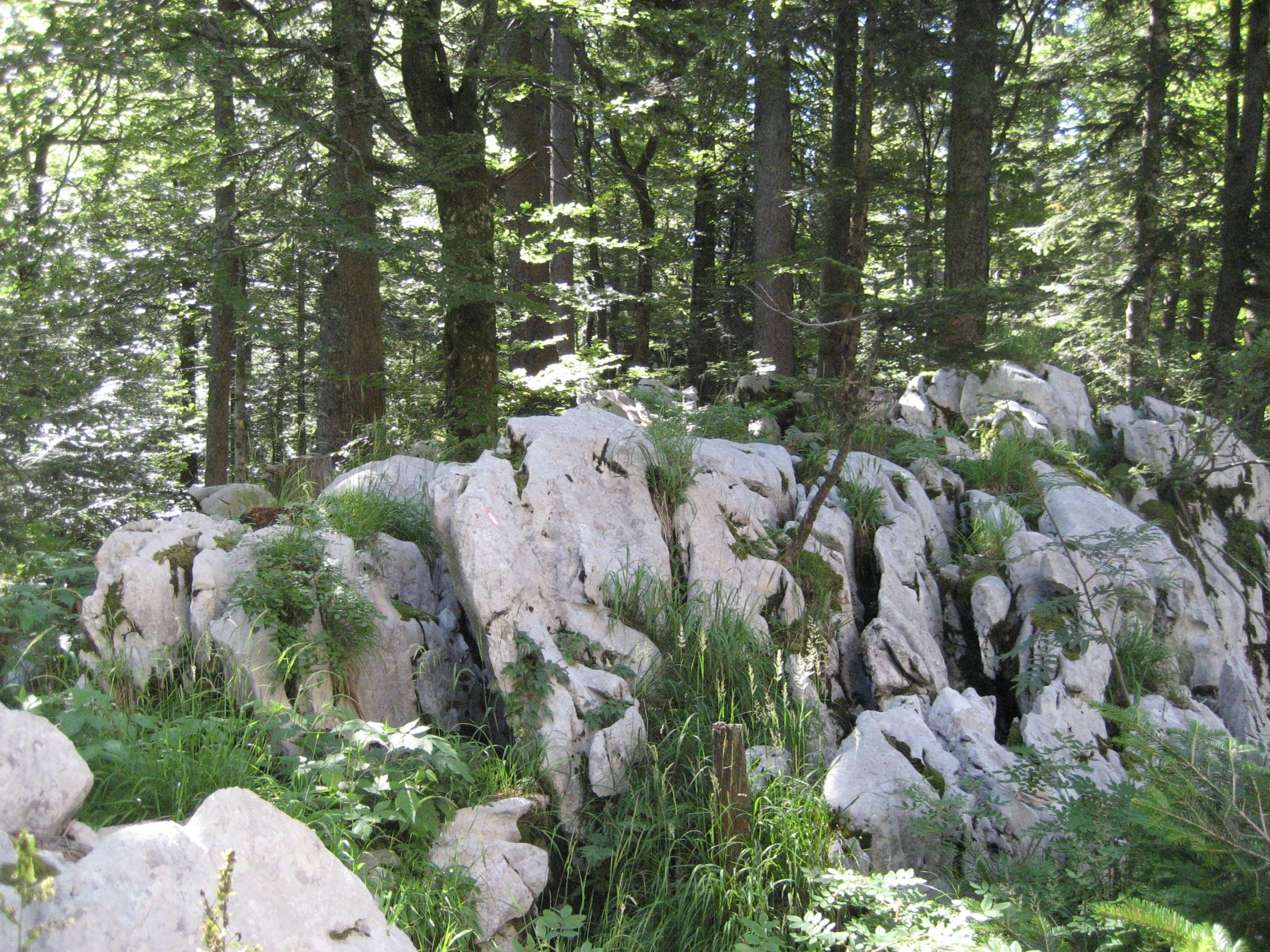
Karstwald

Das Bijele und Samarske stijene Naturreservat erstreckt sich auf einer Fläche von 117,5 km² und befindet sich in Kroatien. Es liegt westlich von Ogulin und südöstlich von Mrkopalj, etwa in der Mitte des Velika Kapela Gebirgsmassivs.
Seit dem Jahr 1985 steht das für Wanderer relativ schwer zugängliche und auf zwischen 1335 m und 1294 m Meereshöhe befindliche Gebiet als Naturreservat unter strengem Naturschutz.
Bekannt ist das Naturreservat für seine etwa 50 m hohen schneeweißen Karstfelsen.